# 龙山 (安宁)
龙山又名葱山，位于安宁市市区西北，属于乌蒙山的一部分，矗立在温泉－禄脿断裂带，螳螂川南岸，因绵延数里，形似巨龙而得名。最高点海拔2508米，面积40.9平方公里。著名的安宁温泉和曹溪寺即位于龙山东麓。蕴藏有磷、石灰石、白云石、石灰等资源，建有昆钢龙山冶金熔剂矿。成昆铁路经过龙山北麓。南麓拟建有龙山立交，是安楚高速与沪瑞西安的联接处。